# Mercedes-Benz W186
Mercedes-Benz 300 är en lyxbil, tillverkad av den tyska biltillverkaren Mercedes-Benz mellan november 1951 och mars 1962.

## W186 (1951-57)
Den stora representationsvagnen 300, som introducerades i november 1951, var Mercedes-Benz första egentliga nykonstruktion efter andra världskriget. Bilen var ämnad för industriledare och politiker. Mest berömd av alla som njutit av komforten i bilens baksäte är Förbundsrepublikens förste kansler Konrad Adenauer. Bilen kallas efter honom ofta för Adenauer-Mercedes.
Centralramschassit av ovalrör hade sina rötter i mellankrigstiden, men motorn och karossen var fullt moderna. Den stora treliterssexan hade överliggande kamaxel och aluminiumtopp. Bilen var fullt sexsitsig och byggdes med fyra dörrar i både täckt och öppet utförande.
I mars 1954 kom 300b, med högre motoreffekt och bättre bromsar.
I september 1955 avlöste 300c. Med den introducerades enkelledad pendelaxel och automatlåda fanns nu som extrautrustning. Från juli 1956 tillkom en version med 10 cm längre axelavstånd.
Av W186 byggdes 7 645 sedaner och 642 cabriolet D.

## W189 (1957-62)
I augusti 1957 introducerades 300d. Uppdateringen var så omfattande att bilen fick sin egen internkod. Karossen modifierades både i front och akter. Passagerarutrymmet fick betydligt större glasytor. Sedanen var en fyrdörrars hard top, utan b-stolpe. Den tredje sidorutan, vid baksätet, gick att ta bort och med alla fönster öppna blev cabrioletkänslan påtaglig. Motorn fick bränsleinsprutning, men till skillnad från motorerna i 300 SL och Sc var den indirekt, med insprutningen i insugsrören istället för direkt in i förbränningsrummet, för mjukare gång.
När produktionen upphörde i mars 1962 hade man byggt 3 077 sedaner och 65 cabriolet D.

## Motor
| Modell | Årsmodell | Motor                       | Cylindervolym | Effekt | Bränslesystem            |
| ------ | --------- | --------------------------- | ------------- | ------ | ------------------------ |
| 300    | 1951-54   | M186: 6-cyl radmotor ohc    | 2996 cm³      | 115 hk | Dubbla Solex-förgasare   |
| 300b,c | 1955-57   | M186 II: 6-cyl radmotor ohc | 2996 cm³      | 125 hk | Dubbla Solex-förgasare   |
| 300d   | 1958-62   | M189: 6-cyl radmotor ohc    | 2996 cm³      | 160 hk | Bosch bränsleinsprutning |

## Bilder

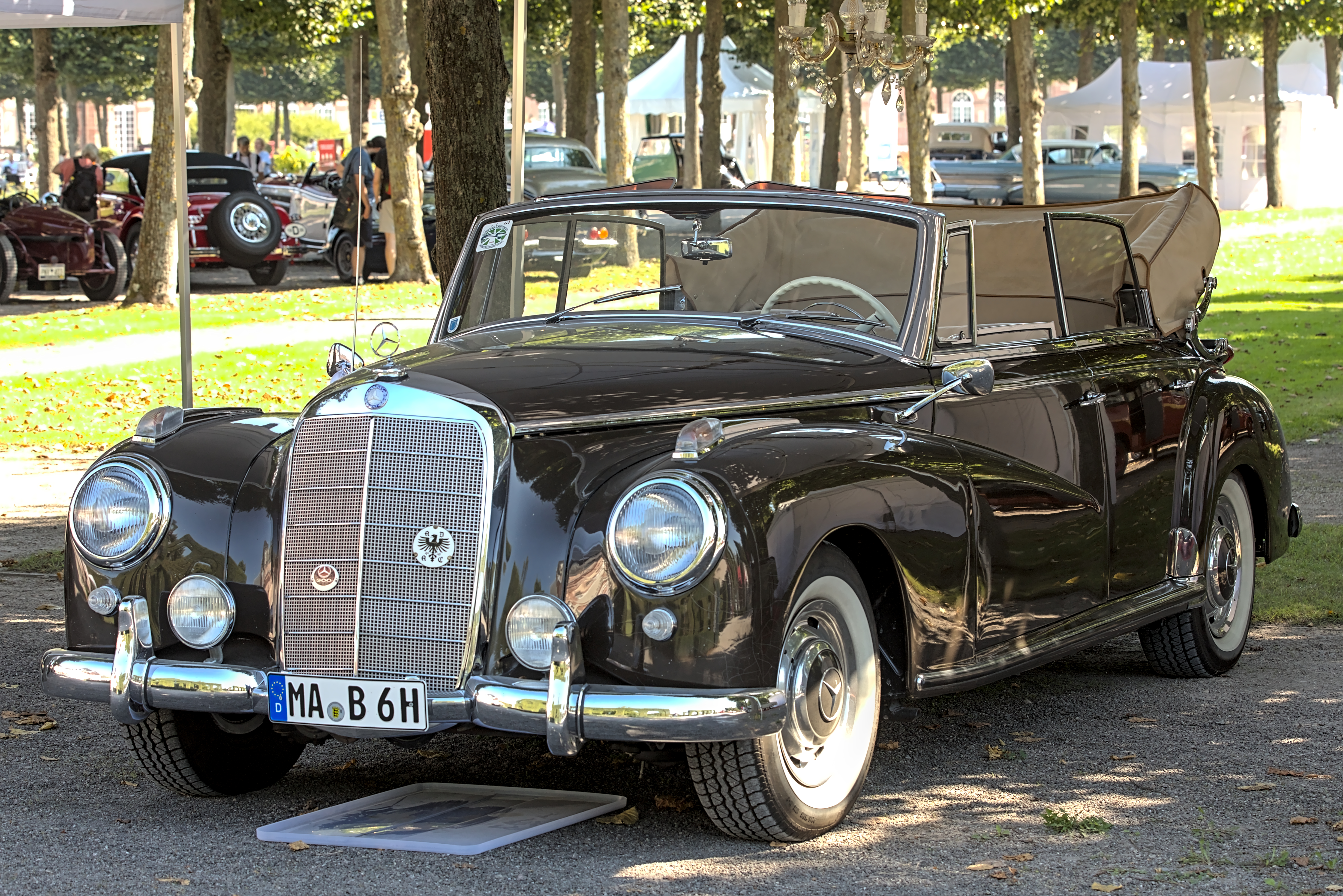
W186 Cabriolet D
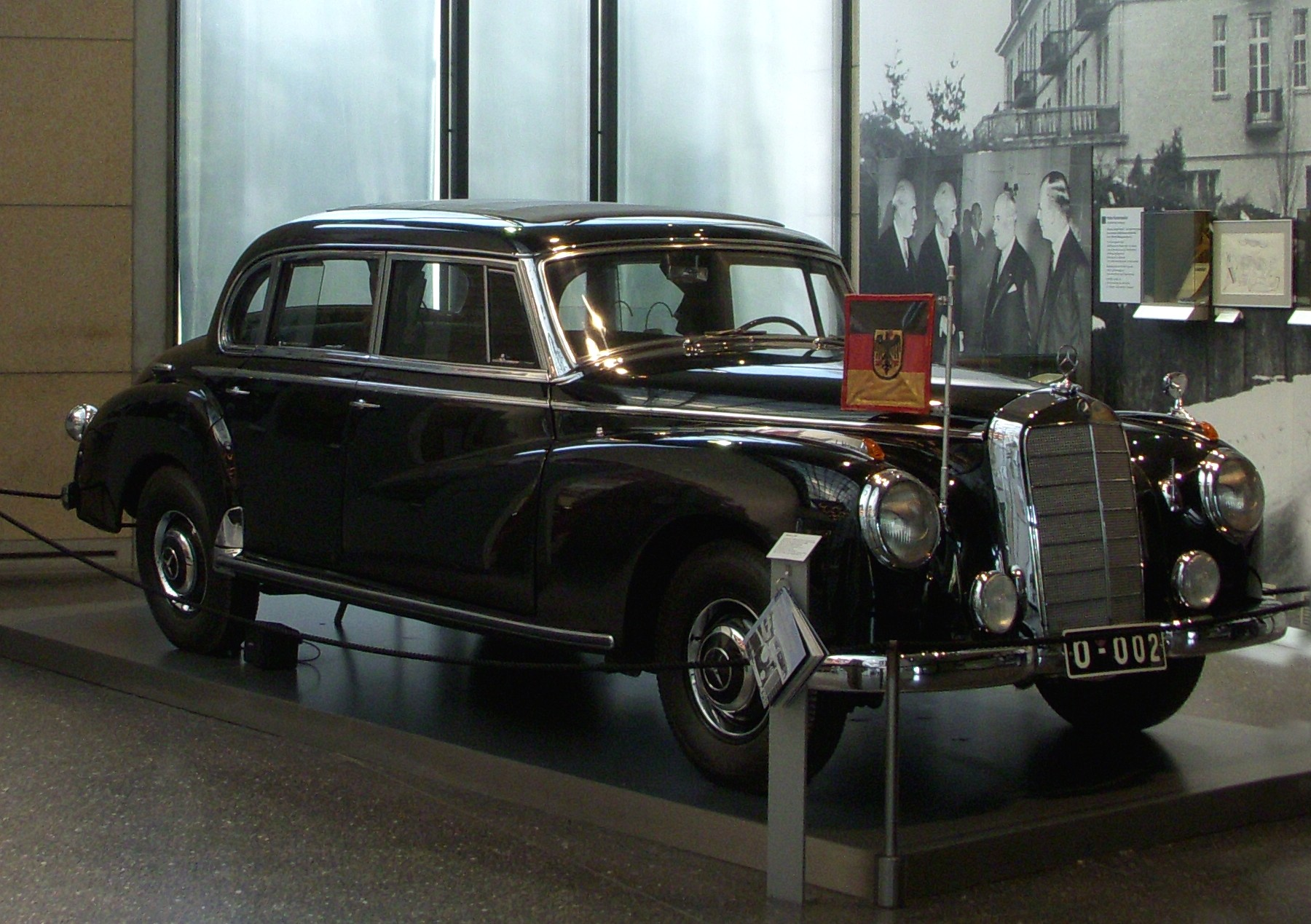
Konrad Adenauers tjänstebil (W186)
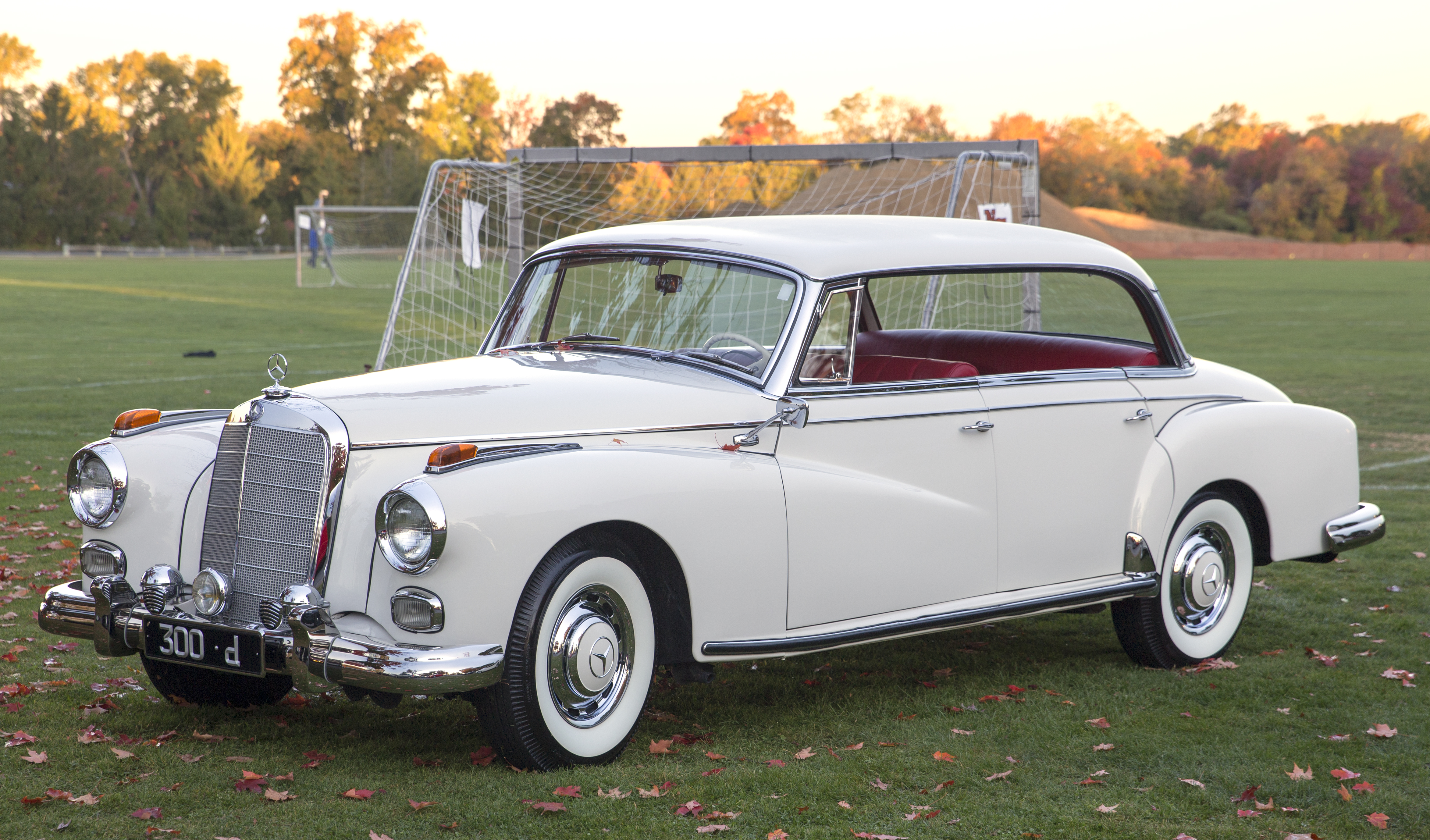
W189 Limousine